# É...
É... é peça teatral, em três atos, de Millôr Fernandes, que estreou em 1977 e no mesmo ano foi lançada em livro, pela L&PM Editores. Tem como subtítulo: Baseado num fato verídico que apenas ainda não aconteceu.

## Sinopse
Mário, 50 anos, e Vera Toledo, 45 anos, formam um casal de meia idade abertos a ideias de vanguarda, porém de vida e ação estáveis e até conservadores. Numa expressão que em 1977 não era usada, formavam um casal politicamente correto.
Sua vida sofre uma reviravolta quando conhecem um casal jovem. Maria José Formiga, 24 anos, que se faz chamar Ludmila Sakarov Triana, exibe superioridade e segurança emocional e intelectual, a ponto de não achar graça no trivial simples e sentir necessidade de emoções profundas. Seu companheiro, Oto, 29 anos, professor universitário, assume uma atitude de vanguarda, mas trai um comportamento ingênuo e juvenil. Como elo de ligação entre os dois casais, aparece Sara, 28 anos, irmã de Ludmila, dotada de uma visão humanística e fatalista da vida, mas firme na crença de que os jovens podem mudar o mundo.
Ludmila e Mário, depois de alguma relutância, iniciam uma relação, com a concordância dos respectivos parceiros, apenas porque Ludmila pensa que Mário é o pai ideal para o filho que deseja ter. A partir daí, os personagens abandonam suas ideias avançadas e se deixam dominar, até o trágico final, pelos sentimentos rasos que diziam abominar.

## Crítica
A crítica teatral da época se referiu a É... como uma peça de costumes e uma comédia de bulevar. Em resposta, Millôr Fernandes disse que seu trabalho era um discurso sobre a falência das ideologias e a inutilidade das teorias. Os diálogos e a ação só reforçam o clima angustiante que Millôr, a partir de determinado momento de sua vida, passa em todos os seus trabalhos, inclusive no humor e nas artes plásticas: a ausência de leis e o caráter ocasional da vida e, portanto, da história.

## Montagem
É...estreou em 15 de março de 1977, no Teatro Maison de France do Rio de Janeiro, com direção de Paulo José. Tinha no elenco Fernanda Montenegro (Vera Toledo),  David José (professor Oto), Helena Pader (Sara), Fernando Torres (Mário Toledo), Jonas Bloch (Oto) e Renata Sorrah (Ludmila).
Em 1996, Elizabeth Savalla e Camilo Áttila, montaram uma nova versão do espetáculo que se apresentou em 124 cidades de todos os estados brasileiros. Com Elizabeth Savalla (Vera), Otávio Augusto (Mário), Ana Luiza Rabello (Ludmila), Kátia Sassem (Sara) e Janser Barreto (Oto). A direção do espetáculo foi de Camilo Átilla.